# Comic Vine
Comic Vine est un site web spécialisé dans les comics books et plus largement dans toutes les formes de bande dessinée. Créé le 6 décembre 2006 par Dave Snider, Ethan Lance et Tony Guerrero, c'est le plus vieux site de Whiskey Media, compagnie américaine spécialisée dans les médias en ligne, qui n'a été créée qu'en 2008, en partie par Snider et Lance.

## Historique
À l'époque, Snider et Lance créaient des sites Web pour divers clients dans le cadre de Enemy Kite, tandis que Guerrero était professeur de mathématiques au lycée. Pendant que Snider et Lance construisaient le site, Guerrero a commencé à collecter des données et à les convertir en ce qui allait devenir la première base de données wiki de Whiskey Media. Avec la création de Whiskey Media, Guerrero est embauché à plein temps pour travailler pour le site. En 2009, Sara Lima, membre de la communauté et contributrice, rejoint l'équipe en tant que rédactrice adjointe après avoir déménagé en Californie.

## Présentation
Comic Vine présente et commente les comics de Marvel, DC et des sociétés indépendantes et les note sur une échelle de 0 à 5. Les fonctionnalités éditoriales incluent le segment Off My Mind de Guerrero, qui traite de la spéculation sur les bandes dessinées, l'éthique, les méthodes et les aspects pratiques des super-héros et des super-vilains et des comparaisons des tendances actuelles, des costumes et des arcs d'histoire avec leurs homologues plus anciens. Depuis août 2009, Guerrero et Lima hébergent un podcast hebdomadaire dans lequel Lima et Guerrero discutent des grandes actualités sur les comics, les sorties et les films, souvent avec le lecteur et testeur de comics Norman Chan. Le célèbre auteur de bandes dessinées James Robinson est un invité récurrent du podcast, offrant un aperçu approfondi des personnages de DC. Lima quitte Comic Vine en juillet 2013. Depuis décembre 2013, l'écrivain de Comic Vine, Mat Elfring, rejoint Tony Guerrero et Corey Schroeder sur le podcast Comic Vine en tant qu'animateur hebdomadaire, ce qui change le ton de l'émission en un regard beaucoup plus léger et amusant sur les comics. Mat Elfring est nommé éditeur du site en avril 2015.
Le contenu vidéo est actuellement axé sur les conventions de comic book. Comic Vine a établi une présence lors de grandes conventions telles que le San Diego Comic-Con et ses équivalents à New York et Long Beach, en interviewant des personnalités importantes de l'industrie telles que Stan Lee (à plusieurs reprises),, Grant Morrison et Gail Simone. Les anciennes séries vidéos incluent Comic Vine News of the Week, Preview Theatre et des tables rondes de discussions.
Quelques semaines après le lancement de Comic Vine, Michael Arrington, ancien de TechCrunch, recommande Comic Vine pour sa base de données wiki et la manière dont les statistiques de la base de données d'un personnage pourraient être appliquées.
Comic Vine est vendu à CBS Interactive en 2012 et finalement combiné avec GameSpot en 2016. Le site est vendu à Red Ventures en 2020 puis à Fandom, Inc. en 2022.